# Wu-Tang Demo Tape
Wu-Tang Demo Tape – nielegalny album zespołu Wu-Tang Clan, wydany w 1992 roku. Album w całości wyprodukowany przez RZA (wtedy znany pod pseudonimem Prince Rakeem) w 1992 roku, a udział w nagraniu wzięli RZA, Ghostface Killah (wtedy Ghost Face Killer), Inspectah Deck, Raekwon, i Ol' Dirty Bastard. Okładkę albumu zaprojektował Mathematics.

## Lista utworów
Opracowano na podstawie źródła.
| # | Tytuł                   | Czas | Producent                       | Wykonanie | Sample |
| - | ----------------------- | ---- | ------------------------------- | --- | --- |
| 1 | "Enter The Wu-Tang"     | 3:01 | RNS Prince Rakeem               | - Pierwsza zwrotka: Prince Rakeem - Refren: Wu-Tang Clan - Druga zwrotka: Prince Rakeem - Outro: Prince Rakeem | - "Warm And Tender" w wykonaniu Johnny'ego Mathis's - "No Love (But Your Love)" w wykonaniu Johnny'ego Mathis's - "Ooh We Love You Rakeem" w wykonaniu RZA'y                  |
| 2 | "Wu-Tang Master"        | 4:07 | Prince Rakeem                   | - Pierwsza zwrotka: Prince Rakeem - Druga zwrotka: Prince Rakeem                                               | - Daiogi z filmu Shaolin & Wu Tang |
| 3 | "Cuttin' Headz"         | 2:05 | Prince Rakeem                   | - Pierwsza zwrotka: Prince Rakeem, Ol' Dirty Bastard - Druga zwrotka: Prince Rakeem, Ol' Dirty Bastard         | - "Synthetic Substitution" w wykonaniu Melvin'a Bliss'a - "Ba-Lue Bolivar Ba-Lues-Are" w wykonaniu Theloniousa Monka - "House of God" w wykonaniu Dimensional Holofonic Sound |
| 4 | "Problemz"              | 4:39 | Prince Rakeem                   | - Pierwsza zwrotka: Prince Rakeem - Druga zwrotka; Prince Rakeem                                               | - "All This Love" w wykonaniu DeBarge |
| 5 | "It's All About Me"     | 3:10 | Prince Rakeem                   | - Refren: Wu-Tang Clan - Pierwsza zwrotka: Prince Rakeem - Druga zwrotka: Prince Rakeem                        | |
| 6 | "After The Laughter"    | 3:44 | Prince Rakeem                   | - Pierwsza zwrotka: Prince Rakeem - Druga zwrotka: Ghost Face Killer                                           | - "After Laughter (Comes Tears)" w wykonaniu Wendy Rene |
| 7 | "Bring Da Ruckus"       | 3:33 | Prince Rakeem                   | - Pierwsza zwrotka: Raekwon - Druga zwrotka: Inspectah Deck - Outro: Prince Rakeem                             | - "Synthetic Substitution" w wykonaniu Melvin'a Bliss'a - Dialogi z filmu Shaolin & Wu Tang - Dialogi z filmu Ten Tigers from Kwangtung                                       |
| 8 | "The Wu Is Comin' Thru" | 3:32 | Prince Rakeem Ol' Dirty Bastard | - Pierwsza zwrotka: Ol' Dirty Bastard - Refren: Prince Rakeem - Druga zwrotka: Prince Rakeem                   | |